# Salmoneus poupini
Salmoneus poupini is een garnalensoort uit de familie van de Alpheidae. De wetenschappelijke naam van de soort is voor het eerst geldig gepubliceerd in 2011 door Anker.